# Бързата лента (2017)
Бързата лента (2017) (на английски: WWE Fastlane 2017) е кеч pay-per-view (PPV) турнир и WWE Network събитие, продуцирано от WWE за марката Първична сила. Провежда на 5 март 2017 в Bradley Center в Милуоки, Уисконсин. Това е третото събитие, в хоронологията на Бързата лента и първото за Първична сила със същото име.
Десет мача се провеждат по време на събитието, включително един предварителен мач. В главния мач, Голдбърг побеждава Кевин Оуенс и печели Универсалната титла на WWE, ставайки единствения човек, печелил Универсалната титла, Световната титла в тежка категория и Световната титла в тежка категория на WCW. Преди главния мач, Роуман Рейнс побеждава Броун Строуман, прекратявайки серията му от победи, Бейли запазва своята Титла при жените на Първична сила срещу Шарлът Светкавицата, прекратявайки серията ѝ от индивидуални победи на pay-per-view турнири, Невил запазва своята Титла в полутежка категория на WWE срещу Джентълмен Джак Галахър, и Люк Галоус и Карл Андерсън запазват Отборните титли на Първична сила срещу Ензо Аморе и Големият Кас.

## Заден план
Събитието включва мачове, получени от сценични сюжети и имат резултати, предварително решени от WWE и марката Първична сила, марковата дивизия на WWE. Сюжетите се продуцират по седмичното телевизионно шоу на WWE, Първична сила и шоуто на полутежката дивизия 205 На живо.
На 2 януари 2017, епизод на Първична сила, Голдбърг е първия гост на Шоуто на Кевин Оуенс, където той конфронтира Универсалния шампион на WWE Кевин Оуенс. Голдбърг твърди, че когато спечели Кралското меле на Кралски грохот ще се бие срещу Универсалния шампион на КечМания 33. След като елиминира Брок Леснар от мача, но не успява да го спечели, той приема предизвикателството на Леснар за мач на КечМания 33 след като прекъсва Оуенс и Шампиона на Съединените щати Крис Джерико. Когато Оуенс се подигра на Голдбърг, той го предизвиква на мач за Универсалната титла на Бързата лента. Джерико приема мача вместо Оуенс, което става официален мач по-късно същата вечер. Оуенс изглежда ядосан, заради решението, но се съгласява като знае, че Джерико ще му пази гърба по време на мача. На следващата Първична сила, по време на „Фестивала на приятелството“ на Джерико за Оуенс, Оуенс напада Джерико, заради залагането на титлата. Джерико е отведен в болница. На 20 февруари, Първична сила започва с Оуенс, който се фокусира върху Годбърг. Той обижда Голдбърг, твърдейки че ще го надхитри на Бързата лента. Спира да говори за малко, но след това обяснява за атаката над Джерико. Голдбърг се появява на следващия епизод и му отвръща, като обещава, че ще победи Оуенс и ще стане Универсален шампион, защитавайки титлата срещу Ленсар на КечМания 33. Оуенс излиза, напомняйки как е побеждавал всеки, с когото се е бил, добавяйки че ще слуми и Голдбърг на Бързата лента.
По време на Шоуто на Кевин Оуенс, Броун Строуман обявява, че ще бъде част от Кралското меле. Роуман Рейнс излиза и конфронтира тези, които са на ринга, твърдейки че ще победи Оуенс за Универсалната титла на Кралски грохот. След споглеждане Рейнс и Голдбърг правят двойно копие на Строуман. На Кралски грохот, Строуман напада Рейнс по време на мача му срещу Оуенс за титлата. На следващата вечер на Първична сила, Строуман казва, че е помогнал на Оуенс след като не харесва Рейнс и заради обещанието на Оуенс за мач за титлата му. Оуенс отрича, но Строуман показва доказващи кадри. Впоследствие Главния мениджър Мик Фоли урежда мач за титлата, който Оуенс печели чрез дисквалификация, когато Рейнс се намесва в мача и напада Строуман. На следващия епизод, след като побеждава четирима, Строуман настоява за по-добра конкуренцкя от Фоли. Тогава Фоли урежда мач между Строуман и Рейнс за Бързата лента. По-късно Строуман разсейва Рейнс в мача му срещу Самоа Джо, позволявайки на Джо да победи. След мача, Строуман брутално напада Рейнс. На следващия епизод, Рейнс настоява да се бие срещу Строуман, но Пълномощника на Първична сила Стефани Макмеън отказва и го предупреждава, че ако се намеси в мача на Строуман срещу Марк Хенри, неговия мач на Бързата лента ще се отложи. Рейнс изчаква края на мача и когато Строуман побеждава Хенри, излиза и прави два Юмрука на Супермен на Строумна, но Строумам му прави силово тръшване. На следващата Първична сила, след като Строуман побеждава Грамадата, Рейнс отново напада Строумам, но пак е надвит. На следващата седмица, Строуман настоява за подписване на договор, за да може Рейнс да не се откаже от мача им. Рейнс излиза за подписването, но веднага започва сбиване, в което Строуман отново доминира, чупейки обтегача с тялото на Рейнс. Въпреки това Рейнс подписва договора.
На Кралски грохот, Невил печели Титлата в полутежка категория на WWE, побеждавайки Рич Суон. На 31 януари, епизод на 205 На живо, Суон конфронтира Невил, но Невил го пребива. На 6 февруари, епизод на Първична сила, Остин Ейрис интервюира Невил и съобщава, че Суон е претърпял травма. Елиминационен мач Фатална петорка между Ти Джей Пъркинс, Тони Нийс, Седрик Алекзандър, Ноам Дар и Джак Галахър е уреден за следващия епизод на 205 На живо, определящ опонента на Невил за Бързата лента. На следващата вечер на 205 На живо е обявено, че Нийс е претърпял контузия на Първична сила и че ще бъде зачеместен от победителя в мача на Ария Давари и Мустафа Али; Али побеждава Давари и се класира за Фаталната петорка. В нея Джак Галахър елиминира последно Пъркинс и става претендент за титлата срещу Невил на Бързата. На 20 февруари, на Първична сила двамата подписват договор за мача. След това се сбиват, но Невил избягва. На следващата вечер, на 205 На живо, Галахър побеждава Нийс, за да покаже, чекъдето е готов за Невил на Бързата лента. На следващата Първична сила, Невил и Нийс губят от Галахър и Пъркинс, когато Галахър кара Нийс да се предаде. На следващия епизод на 205 На живо, Невил се обръща към цялата полутежка дивизия, казвайки че 205 На живо трябва да представя най-добрите полутежки кечисти, но не го прави преди неговото пристигане. Прекъснат е от Галахър, двамата се сбиват, като Галахър надвива Невил.
В предварителното шоу на Кралски грохот, Люк Галоус и Карл Андерсън побеждават Сезаро и Шеймъс за Отборните титли на Първична сила. Сезаро и Шеймъс губят и в реванша на 6 февруари, на Първична сила, след намеса от Ензо Аморе и Големият Кас. Това води до мач, в който Сезаро побеждава Ензо. На 20 февруари, обаче Ензо и Кас побеждават Сезаро и Шеймъс и стават главни претенденти за титлите в мач на Бързата лента, а на следващата седмица, Кас побеждава Галоус.
На 13 февруари, Първична сила, Бейли побеждава Шарлът Светкавицата и печели своята първа Титла при жените на Първична сила, благодарение на Саша Банкс. На следващата седмица, Стефани Макмеън кара Бейли да предаде титлата, заради намесата от Банкс. Банкс излиза, за да помага на Бейли, която не предава титлата. След това Шарлът излиза, искайки своя реванш за Бързата лента. Накрая Банкс предизвиква Шарлът и я побеждава. На епизода на 27 февруари, Бейли и Банкс губят от Светкавицата и Ная Джакс, където Джакс тушира Бейли. Впоследствие зад кулисите, Банкс казва, че ще придружава Бейли по време на мача ѝ срещу Светкавицата на Бързата лента. Стефани Макмеън се появява, уреждайли мач на Банкс срещу Джакс на Бързата лента.
На 13 февруари, Първична сила, Самоа Джо, който дебютира в миналия епизод, е интервюиран от Майкъл Коул, затова как сега Джо е част от Първична сила след дългата ди кариера. Джо споменава Сами Зейн, твърдейки че не е като него, тъй като Зейн е толкова радостен да бъде в Първична сила. По-късно, след като Зейн побеждава Русев, той предизвиква Джо. Той се съгласява, че не е като него, защото той не свършва работата на никого, споменавайки за атаката от Джо над Сет Ролинс заради Трите Хикса. Тогава Джо атакува Зейн зад гърба. На следващата седмица, Зейн трябва да се бие срещу Кевин Оуенс, но отново е атакуван от Джо преди мача, позволявайки на Оуенс да го победи бързо и лесно. На 27 февруари, след като Джо побеждава Сезаро, е интервюиран от Чарли Карусо. Тя го пита как успява да доминира за толкова кратко време откакто дебютира. Джо ѝ отвръща, че е дошъл в Първична сила, за да наранява хора. Зейн излиза и атакува Джо, двамата се сбиват, докато не са разделени от охраната.
Акира Тозауа, който участва в Полутежката класика в средата на 2016, прави своя дебют в 205 На живо на 31 януари, където побеждава Арън Соуъл. По време на мача, Брайън Кендрик коментира представянето на Тозауа. След това Тозауа дебютира и в Първична сила на 6 февруари, където побеждава Дрю Гулак. След мача, Кендрик излиза, за да го поздрави и се ръкостиска с него. На следващата вечер на 205 На живо, Кендрик казва, че вижда потенциал в Тозауа. На 13 февруари, на Първична сила, Кендрик се присъединява към коментаторите, заради победата на Тозауа над Ария Давари, докато споменава, че е негово протеже. На следващата вечер, на 205 На живо, Тозауа отказва помощта на Кендрик, казвайки че не го харесва. На същия епизод, Рич Суон се завръща от травма и побеждава Ноам Дар, обиждайки приятелката му, Алиша Фокс. На следващия епизод наПървична сила, Тозауа трябва да се бие срещу Кендрик. Преди мача им, обаче Тозауа не се здрависва с Кендрик, което кара Кендрик да нападне Тозауа, прекратявайки мача. Двамата се бият на следващата вечер, на 205 На живо, където Кендрик побеждава чрез отброяване. На следващата Първична сила, след като Тозауа побеждава Дар, Кендрик се появява и напада Тозауа. Отборен мач между Тозауа и Суон срещу Кендрик и Дар е уреден за предварителното шоу на Бързата лента. На 28 февруари, 205 На живо, Тозауа казва, че отказва помощта на Кендрик, защото въпреки че го уважава, той иска да се справя сам.

## Резултати
| №                                                                                     | Резултати                                                                     | Правила                                                  | Време |
| ------------------------------------------------------------------------------------- | ----------------------------------------------------------------------------- | -------------------------------------------------------- | ----- |
| 1П                                                                                    | Рич Суон и Акира Тозауа побеждават Брайън Кендрикът и Ноам Дар (с Алиша Фокс) | Отборен мач                                              | 9:25  |
| 2                                                                                     | Самоа Джо побеждава Сами Зейн чрез техническо предаване                       | Индивидуален мач                                         | 9:45  |
| 3                                                                                     | Люк Галоус и Карл Андерсън (ш) побеждават Ензо Аморе и Големият Кас           | Отборен мач за Отборните титли на Първична сила          | 8:40  |
| 4                                                                                     | Саша Банкс побеждава Ная Джакс                                                | Индивидуален мач                                         | 8:15  |
| 5                                                                                     | Сезаро (с Шеймъс) побеждава Джиндър Махал                                     | Индивидуален мач                                         | 8:20  |
| 6                                                                                     | Грамадата побеждава Русев (с Лана)                                            | Индивидуален мач                                         | 8:45  |
| 7                                                                                     | Невил (ш) defeated Джентълмен Джак Галахър                                    | Индивидуален мач за Титлата в полутежка категория на WWE | 12:10 |
| 8                                                                                     | Роуман Рейнс побеждава Броун Строуман                                         | Индивидуален мач                                         | 17:13 |
| 9                                                                                     | Бейли (ш) побеждава Шарлът Светкавицата                                       | Индивидуален мач за Титлата при жените на Първична сила  | 16:55 |
| 10                                                                                    | Голдбърг побеждава Кевин Оуенс (ш)                                            | Индивидуален мач за Универсалната титла на WWE           | 0:22  |
| - (ш) – указва шампиона/шампионите в мача - П – показва, че мача се случи преди шоуто |                                                                               |                                                          |       |